# Purgatoriul (Dante)
Purgatoriul este a doua parte din epopeea Divina Comedie, scrisă  de Dante Alighieri între 1307 și 1321, care mai cuprinde și părțile numite Infernul (Inferno) și Paradisul (Paradiso).
Este o alegorie care descrie lui Dante pe Muntele Purgatoriului, ghidat de poetul roman Virgilu, cu excepția ultimelor patru cânturi când Beatrice este cea care-l ghidează pe Dante.

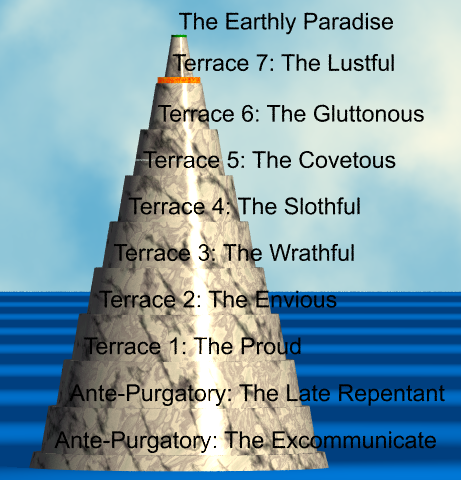
Structura Purgatoriului:
- Două niveluri ale Antepurgatoriului</br>
- Șapte ocoluri ce simbolizează păcatele (trufia, invidia, mânia, trândăvia, zgârcenia, lăcomia, desfânarea)</br>
- Vârful muntelui, reprezentat de Paradisul pământesc.</br>

Purgatoriul este descris ca un munte în emisfera sudică, format dintr-o secțiune la nivelul de jos (Anti-Purgatoriu), șapte nivele de suferință și de creștere spirituală (asociată cu cele șapte păcate mortale) și, la final, Paradisul pământesc în vârful muntelui. Alegoric, Purgatoriul reprezintă viața creștină penitentă. În descrierea urcării pe munte, Dante discută despre natura păcatului, dă exemple de viciu și virtute, precum și probleme morale în politică și Biserică. Purgatoriul conturează o teorie conform căreia toate păcatele apar din dragoste - fie dragoste pervertită îndreptată spre răul altora, fie dragoste defectuoasă, fie iubirea dezordonată sau excesivă a lucrurilor bune.

## Personaje
- Dante, protagonistul călătoriei prin Purgatoriu
- Virgiliu, călăuza sa
- Beatrice Portinari, iubita lui Dante, rezidentă a Paradisului
- Cato cel Tânăr
- Casella
- Pia dei Tolomei[1]
- Ugo Capet
- Stațiu
- Forese Donati
- Matelda